# Lead
Inom B2B-försäljning är lead en potentiell kund. På svenska råder viss förvirring och oenighet om huruvida lead avser en mer eller mindre kvalificerad potentiell kund jämfört med prospekt. På engelska anses emellertid en lead vara någon som säljaren ännu inte haft kontakt med, medan ett prospekt har ett bekräftat intresse av vad säljaren erbjuder. Enligt denna definition är en lead mindre kvalificerad än en prospekt. Enligt säljtrattsmodellen behöver det säljande företaget generera många leads för att nå många potentiella kunder där vissa genom tvåvägskommunikation blir prospekts av vilka några leder till försäljning. Ett sätt att få tag i leads är att köpa s.k. leadslistor, namn på personer som kan antas vara intressarade av att få mer information om en produkt. Leads kan genereras exempelvis genom annonsering. Leads kan även vara kontakter som ett företags egna säljare har tagit och som eventuellt kan leda till en försäljning. Prospektering avser här alltså arbetet med att finna och bearbeta de rätta potentiella köparna för det man säljer.

## Prospekt
Ett prospekt är en potentiell kund som matchar en beskrivning av den perfekta kunden. Ett prospekt kan vara antingen en kontaktperson eller ett företag. Säljare använder ofta en sales intelligence-plattform (en företagsdatabas berikad med information från öppen och publik data) för att hitta prospekt.

## Lead
Ett lead är en kontaktperson som på något vis har interagerat med ett erbjudande genom att visa intresse för en produkt, tjänst eller det sälj- eller marknadsföringsmaterial som har producerats. Leads genereras oftast främst med hjälp av ett marketing automation-system.
Ett lead skiljer sig från ett prospekt genom att det företag som utgör leadet eller det företag där leadet arbetar inte behöver matcha beskrivningen av en perfekt kund. Det vill säga företag behöver inte nödvändigtvis kunna dra nytta av det du erbjuder.
Då en person utgör ett lead är det inte heller säkert att denne har mandat att fatta ett köpbeslut åt det företag där han eller hon arbetar. Att en person inom ett företag utgör ett lead efter att exempelvis ha laddat ner en ebok från din hemsida säger med andra ord inte alltid något om hur troligt det är att företaget blir kund inom en snar framtid.